# Denkmal für Peter I. (Taganrog)

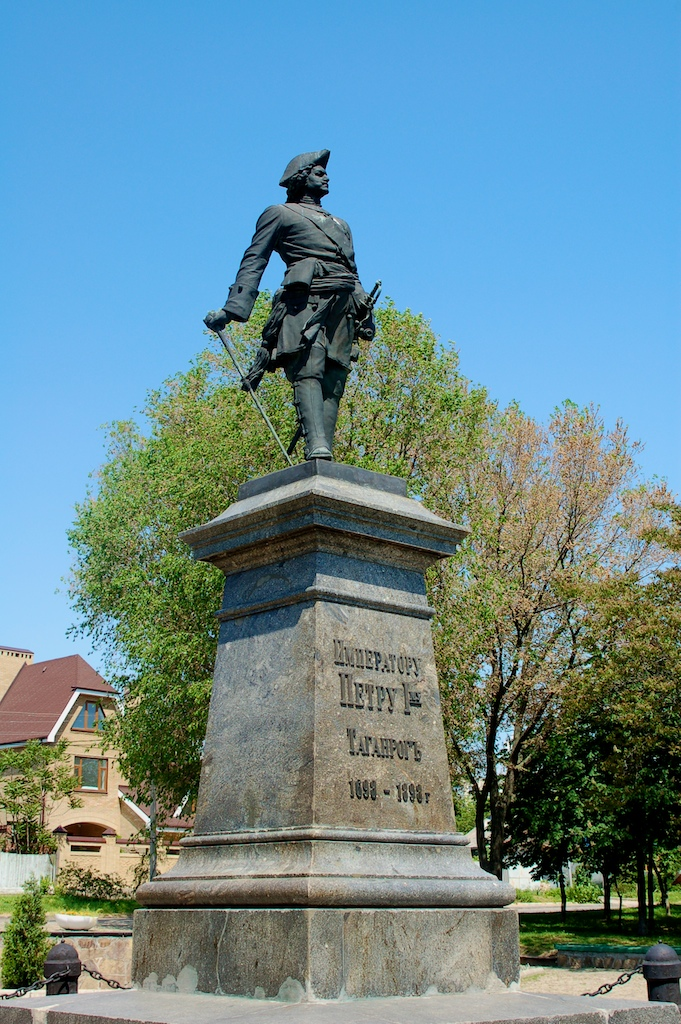
Denkmal für Peter I. in Taganrog

Das Denkmal für Peter I. ist ein Denkmal für den russischen Zaren Peter I. (1672–1725, genannt der Große), das 1903 in Taganrog am Asowschen Meer errichtet wurde.

## Denkmal
Die Bronzeskulptur wurde vom russischen Bildhauer Mark Antokolski (1843–1902) geschaffen. Das Postament gestaltete Boris Eduards (1860–1924), ein Bildhauer aus Odessa. Die Statue des Zaren ist 3,44 Meter hoch und wiegt 1232 Kilogramm. Das Postament besteht aus Granit, ist 5,4 Meter hoch und wiegt etwa 13 Tonnen. An der Frontseite des Postaments befindet sich die Aufschrift Dem Kaiser / Peter I. / Taganrog / 1698–1898 (russisch Императору Петру Iму Таганрогъ 1698–1898 г., gemäß der bis 1918 gültigen Rechtschreibung).
Zar Peter ist in Offiziersuniform des Preobraschenski-Regiments dargestellt, nach vorn schreitend und mit der rechten Hand auf einen Stock gestützt. In seiner linken Hand hält er ein Fernrohr. Das Denkmal gilt als eines der sehenswertesten Denkmäler in der Oblast Rostow.

## Geschichte
Antokolski hatte die Idee zur Gestaltung einer Statue Peters I. bereits in Russland, bevor er 1871 für längere Zeit nach Westeuropa reiste. Er arbeitete an der Statue in Rom. Im Jahre 1872 waren die Arbeiten an der Statue beendet, und sie wurde in Gips übertragen. Dieses Muster hatte eine Höhe von 2,5 Metern und wurde in Moskau auf der Ersten polytechnischen Ausstellung präsentiert, die anlässlich des 200. Geburtstages Peters des Großen veranstaltet wurde. Danach sandte Antokolski die Arbeit nach Sankt Petersburg. Sie befindet sich heute im Wissenschaftlichen Forschungsmuseum der Russischen Kunstakademie. Die für das Werk charakteristische Darstellung von Peters Integrität, Tatkraft und Tatendrang wurde von den Zeitgenossen besonders hervorgehoben. In ihm seien der Charakter des großen Reformers und die Epoche des Aufschwungs Russlands verkörpert, das mit dem „Genie von Peter reifte“. Das Werk des Akademiemitglieds Antokolski, das mit großer Begeisterung aufgenommen wurde, war zunächst nur ein Museumsstück, das im Russischen Museum in Sankt Petersburg und in der Moskauer Tretjakow-Galerie gezeigt wurde, aber keine Anwendung als Denkmal fand. 1884 wurde ein Denkmal gegossen und im Unteren Park von Peterhof aufgestellt.
Die Bevölkerung Taganrogs beschloss kurz vor dem 200. Jahrestag der Gründung Taganrogs im Jahre 1698 das Gedenken an den Stadtgründer in Bronze zu verewigen. In einem Ausschuss der Stadtverwaltung wurden die eingereichten Entwürfe für das Denkmal geprüft, und der Stadtrat (die Duma) rief zu Spenden auf. Die Frage der Errichtung des Denkmals wurde vom in Taganrog geborenen Schriftsteller Anton Tschechow in einem Briefwechsel mit dem Mitglied der Stadtverwaltung P. Iordanow ständig diskutiert. Dieser erwähnte in einem Brief an Tschechow die bereits entworfene Statue Peters des Großen von Antokolski, wobei er hinzufügte: „Ich denke, kein Wettbewerb ergäbe so eine wunderbare Figur von Peter … Sollte uns diese Sache gelingen, erhalten wir, wie mir scheint, das beste Denkmal für Peter …“. Tschechow traf sich in Paris mit zwei Bildhauern, Leopold Bernstamm und Mark Antokolski, führte Verhandlungen mit ihnen und sandte danach die Bilder ihrer Skulpturen an den Taganroger Stadtrat. Tschechow selbst spendete persönlich und rief ebenfalls aus Taganrog stammende Persönlichkeiten dazu auf, wie den Journalisten und Schriftsteller Iwan Pawlowski und den Schriftsteller Pjotr Sergejenko. An Iordanow schrieb er zu Einzelheiten:

„Sogar ein weltweiter Wettbewerb gäbe Taganrog nichts Besseres als dieses Denkmal; von Besserem kann man nicht einmal träumen. Unmittelbar am Meer wird es malerisch, majestätisch und feierlich aussehen. Dabei stellt die Statue den echten Peter und dazu den Großen dar, der genial, stark und voll von großen Gedanken ist. Weiter lege ich punktweise dar:
1. Diese Statue wurde von Alexander III. gekauft und steht zurzeit in Peterhof.
2. Antokolski sagt, dass 20.000 ausreichend sei. Das Postament aus Granit wird etwa 5000 bis 6000 kosten, die Bronze von 12.000 bis 15.000. Ant[okolski] hofft, dass es sogar weniger als 20 000 kosten wird.
3. Wie viel nimmt Antokolski selbst? Offensichtlich nichts.
4. Die Statue misst 3 Arschin [Anm.: etwa 2,13 m]. Wie Ant[okolski] sagt, müsse man sie für Taganrog auf 4 Arschin [etwa 2,84 m] vergrößern, erstens, um die Peterhofer Statue nicht zu wiederholen und zweitens, um das Monument solider zu machen. Die Vergrößerung verteuert es um 3000 (aber insgesamt wird es nicht teurer als 12000 bis 15000).
5. Ein Foto wird Ihnen in einigen Tagen zugesandt.

Für die Statue wird eventuell Zoll genommen, etwa 1500 Rubel. Es wird nötig sein, deshalb bei Witte vorzusprechen.“

Die Bronzestatue des Zaren wurde in Paris bei der Firma Gruyet gegossen. Das erste Gussstück misslang und wurde von Antokolski zurückgewiesen. Das zweite aber setzte ihn in Begeisterung, und er schrieb darüber in einem Brief an Iordanow: „Die Statue ist hervorragend. In vergrößerter Form ist sie besser als im Original, so sieht es wenigstens in der Werkstatt aus. Sie ist auch sehr gut gegossen.“ 1901 wurde die Statue von Paris per Eisenbahn in den Seehafen von Marseille gebracht und von dort mit dem Schiff Despina nach Feodossija auf der Krim transportiert und dort umgeladen. Am 21. Juli 1901 traf das Iwan Diamantidi gehörende Schiff Marietta mit der Statue im Taganroger Hafen ein. Der Reeder transportierte das Zarendenkmal kostenlos. Auch die Einfuhr des Denkmals nach Russland war auf Anordnung des Finanzministers Witte zollfrei.

„…bei der Standortwahl für das Denkmal muss man auch die Meinung des Künstlers berücksichtigen. <…> Peter steht bei Antokolski mit dem Angesicht zum Meer, der Wind umweht ihn vom Meer aus – das sieht man seinem Haar und seinem Gehrock an; wenn Antokolski um Rat gefragt würde, würde er wohl einen Platz am Meer wählen, also die Festung.“

Die feierliche Enthüllung des Denkmals fand am 14. Mai 1903 statt. Tschechow konnte wegen seiner fortgeschrittenen Tuberkuloseerkrankung nicht zur Zeremonie erscheinen. Der Historiker Pawel Filewski schätzte im gleichen Jahr ein: „Das Hauptverdienst gehört P. Iordanow, der so eine schwere Sache allein in die Tat umsetzte, da er fast ohne Geld ein Denkmal geschaffen hat, und dabei kein miserables, sondern eines der besten in Russland. Einen großen Beistand leistete auch der treue Bürger von Taganrog A. Tschechow, durch welchen P. Iordanow sich mit dem Bildhauer Antokolski in Verbindung setzte"“.
In der Sowjetzeit wurde die Statue Peters des Großen im Januar 1924 vom Postament entfernt und im Vestibül der Tschechow-Stadtbibliothek aufgestellt, ab 1933 im Gebäude des Heimatmuseums. 1940 bekam es einen neuen Platz an der Spitze des Kaps gegenüber dem Hafen.  Während der deutschen Besetzung der Stadt im Zweiten Weltkrieg wurde das Peter-Denkmal von den deutschen Behörden an den Haupteingang des Stadtparks umgesetzt und am 18. Juli 1943 unter großer Menschenansammlung feierlich enthüllt. Nach dem Krieg erhielt es wieder einen Platz am Meer, auf dem Istoritscheski bulwar (Historischen Boulevard).

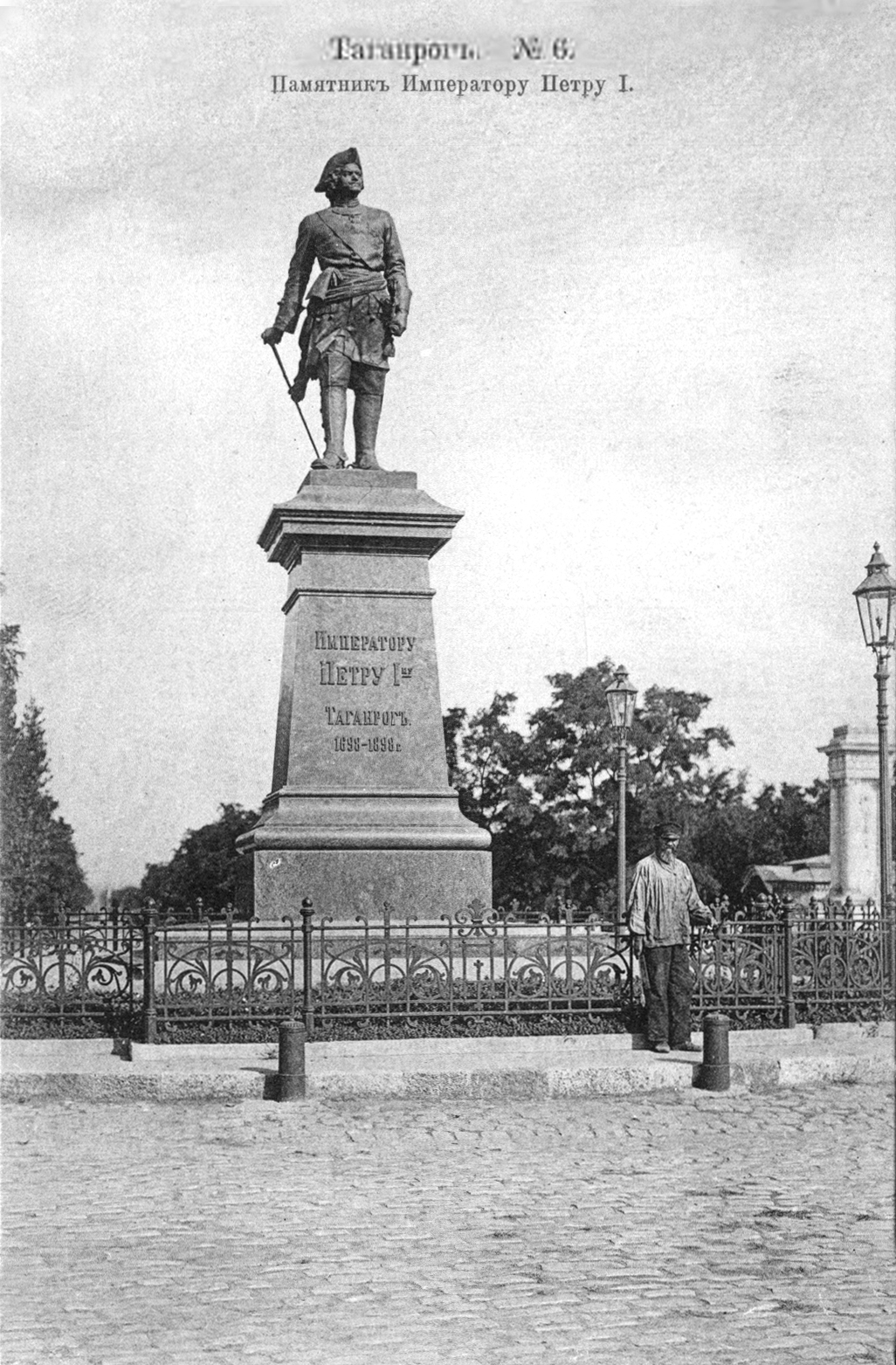
Denkmal kurz nach der Errichtung
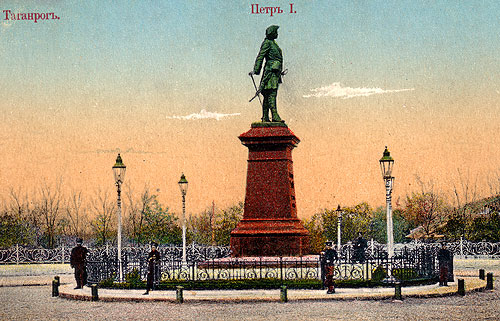
Denkmal kurz nach der Errichtung
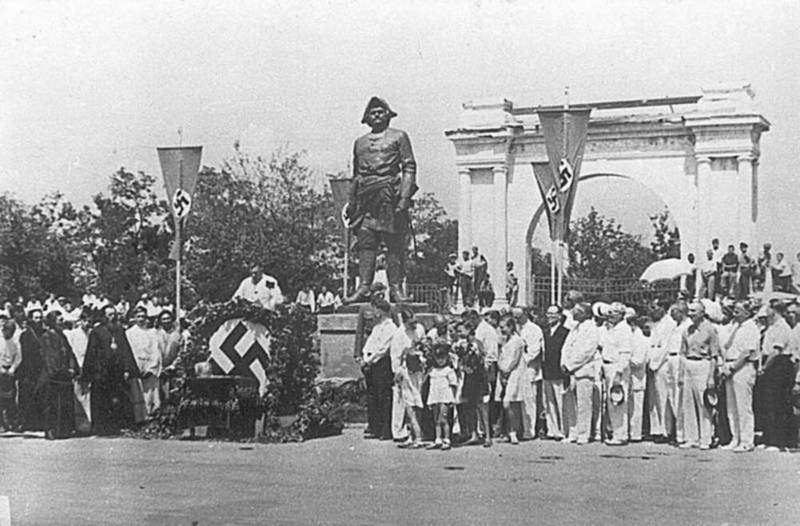
Enthüllung des umgesetzten Denkmals durch die deutschen Besatzungsbehörden (1943)
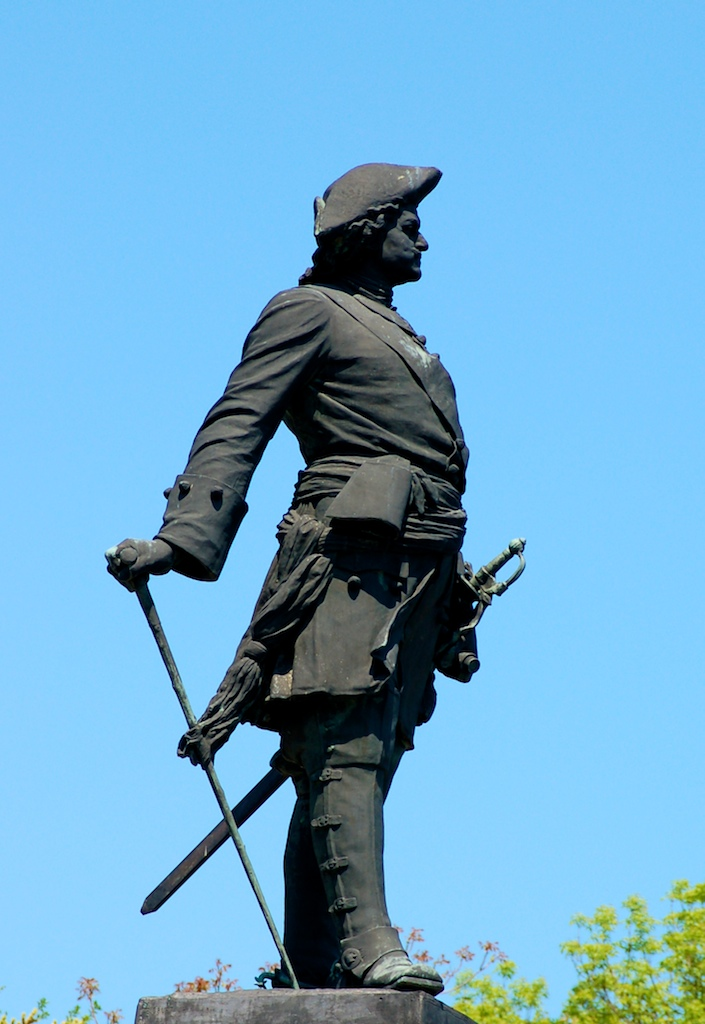
Das Denkmal heute (2010)

## Bekannte ähnliche Denkmäler

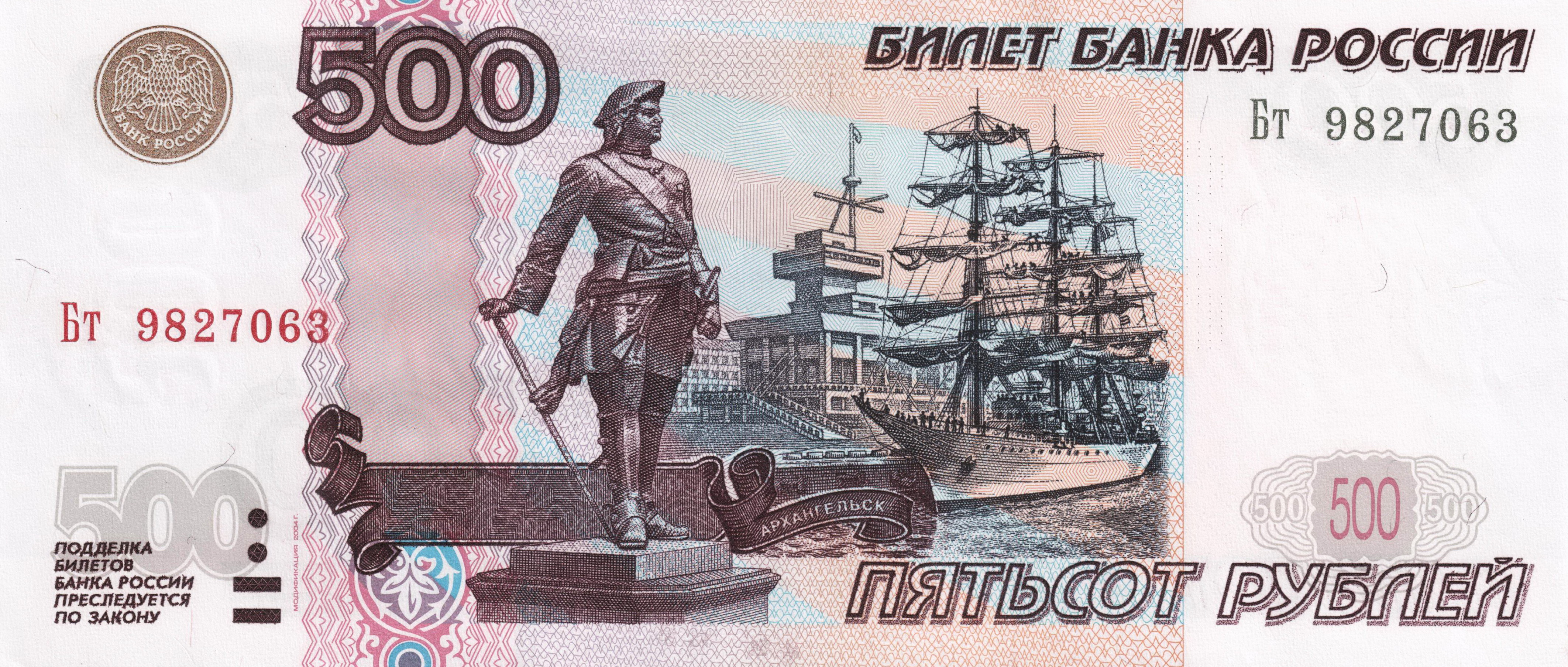
Das Archangelsker Denkmal auf der aktuellen 500-Rubel-Banknote

- Peterhof, 1884 (1957): Das Denkmal für Peter I. von Mark Antokolski im Unteren Park von Peterhof wurde an der Kreuzung der Monplaisir-Allee und der Marlinskaja-Perspektive errichtet. Die bronzene Skulptur steht auf einem 3,1 Meter hohen Postament, das von Eduard Hahn (1817–1891) aus poliertem roten Granit aus den Steinbrüchen von Pyterlahti (Finnland) geschaffen wurde. Während des Deutsch-Sowjetischen Krieges wurde die Statue durch die deutschen Besatzer entfernt und ging verloren. 1957 wurde sie in der Fabrik Monumentskulptura nach dem erhalten gebliebenen Modell des Autors neu gegossen.
- Schlüsselburg, 1903 (1957): Das Denkmal in Schlüsselburg wurde ursprünglich 1903 aufgestellt. Nachdem es während der deutschen Besetzung im Zweiten Weltkrieg verloren ging, wurde es 1957 zum 250. Jahrestag der Gründung von Sankt Petersburg wieder errichtet. Das Denkmal ist in schlechtem Zustand: Der Großteil des Stocks und des Pallasches des Zaren fehlen.
- Sankt Petersburg, 1909 (2003): Das dem Peterhofer ähnliche Denkmal steht in Sankt Petersburg neben der Sampson-Kathedrale (Sampsonijewski sobor). Das Denkmal wurde im Jahr 1909 errichtet, als das Russische Reich den 200. Jahrestag des Sieges in der Schlacht bei Poltawa feierte. Die Festlichkeiten endeten mit der Enthüllung des von Mark Antokolski entworfenen Denkmals für Peter den Großen gegenüber dem Glockenturm der Sampson-Kathedrale. Die Skulptur stand bis 1929 auf ihrem Postament, bis sie unter dem Vorwand der Rekonstruktion und Fahrbahnerweiterung des nunmehrigen Karl-Marx-Prospektes demontiert wurde. Sie soll sich heute in den Fonds der Tretjakow-Galerie befinden. Zum 300. Jahrestag von Sankt Petersburg wurde das Denkmal 2003 auf Veranlassung des Museums in der Isaakskathedrale wiedererrichtet (die Sampson-Kathedrale ist eine Filiale des Museums).
- Sankt Petersburg, 1910: Die Bronzekopie der Antokolski-Skulptur wurde am 13. Mai 1910 in der Kirotschnaja-Straße von Sankt Petersburg in der Grünanlage vor dem Gebäude des Lazaretts des Preobraschenski-Regiments errichtet. An der Frontseite des Postaments befindet sich die Aufschrift: „Dem herrschaftlichen Gründer der Preobraschenzen“, an den Seitenflächen: „Aus dem Schweiß meiner Werke habe ich euch geschaffen“ und „In der Poltawa-Schlacht kämpfte ich in meinem Regiment und war persönlich in großem Feuer“. Wie das Denkmal neben der Sampson-Kathedrale wurde auch diese Kopie Anfang der 1930er-Jahre zerstört.
- Archangelsk, 1914: Die heute bekannteste Kopie des Denkmals wurde im Petrowski-Park von Archangelsk errichtet. Das Denkmal ist eine verkleinerte Kopie des Denkmals für Peter den Großen in Taganrog. Die Skulptur ist 2,5 Meter hoch. Dieses Denkmal ist auf der 500-Rubel-Banknote der Bank Russlands der aktuellen Ausgabe von 1995 und ihren späteren Mustern und Modifikationen bis 2004 abgebildet.